# Carpolestes
Carpolestes («злодій фруктів» від давньогрецького κᾰρπός (karpós), «плід, зерно» + λῃστής (lēistḗs), «злодій») — рід вимерлих приматоподібних ссавців пізнього палеоцену Північної Америки. Вперше він існував приблизно 58 мільйонів років тому. Три види Carpolestes, здається, утворюють лінію, причому найдавніший вид, C. dubius, є предком типового виду, C. nigridens, який, у свою чергу, був предком найновішого виду, C. simpsoni.
Carpolestes мав сплощені нігті на ногах, але з кігтями на пальцях. Морфологічно це підтверджує теорію Роберта Сассмана про спільну еволюцію тропічних плодоносних покритонасінних рослин і ранніх приматів, де покритонасінні забезпечують нектар і плоди в обмін на розсіювання насіння для рослин тропічного тропічного лісу. Здається, він був віддаленим родичем Plesiadapiforms, таких як Plesiadapis.